# Galleria Pesaro

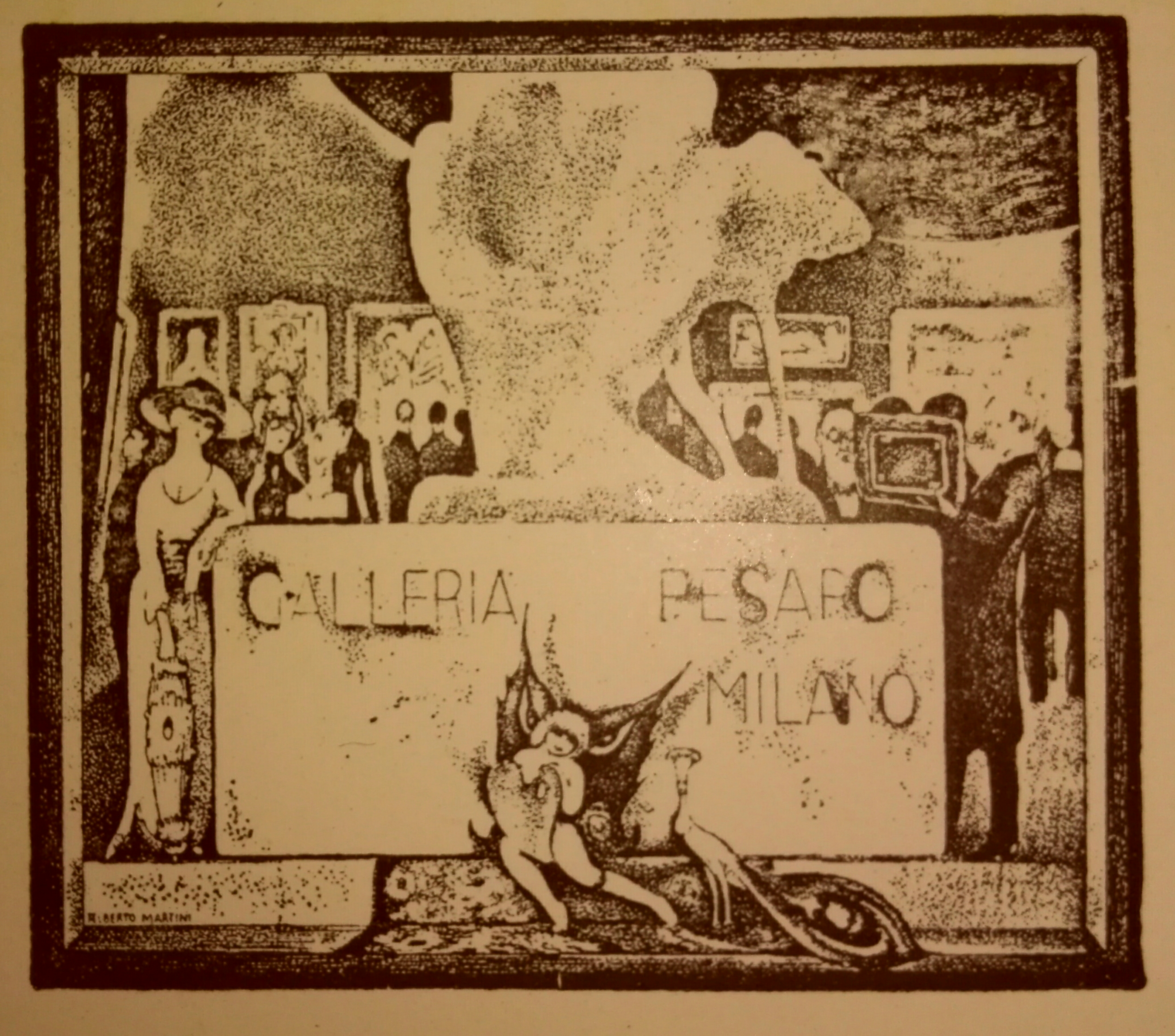

La Galleria Pesaro era una galleria d'arte di Milano, fondata da Lino Pesaro e attiva tra il 1917 e il 1937.

## Storia
La galleria d'arte venne creata nel 1917 dal collezionista Lino Pesaro negli ambienti del Palazzo Poldi Pezzoli in Via Manzoni al civico 12.

Attività preponderante dei primi tempi fu l'organizzazione di aste di opere d'arte provenienti da collezioni pubbliche e private. 
Con Pesaro collaborò per un certo periodo il critico d'arte Pietro Maria Bardi e con il tempo la galleria ospitò prevalentemente mostre d'arte contemporanea, organizzate secondo una concezione particolarmente moderna, in cui ai visitatori era data la possibilità di interagire e di confrontarsi con gli artisti. Destinatario dell'offerta culturale divenne principalmente un pubblico borghese, interessato soprattutto all'acquisto di opere degli autori più noti del XX secolo.
Nel 1923 vi espose il primo nucleo di artisti del movimento "Novecento" (la cui nascita venne formalizzata con la partecipazione alla XIV Biennale di Venezia, l'anno successivo): Dudreville, Funi, Sironi, Bucci, Malerba, Marussig e Oppi.
In particolare, oltre al ruolo esercitato nella nascita di Novecento, la galleria si pose soprattutto come centro di promozione del futurismo. Essa divenne così uno dei principali centri artistici e culturali in ambito milanese e nazionale, al punto da dimostrare a livello internazionale la centralità di Milano nel mondo artistico italiano.
L'attività si concluse tragicamente il 31 dicembre 1937 con la «Mostra dei sette di Brera», per il suicidio di Lino Pesaro, di origini ebraiche. Amedeo Angilella, uno degli espositori, in una lettera indirizzata nel 1996 a Giorgio Di Genova e da quest'ultimo pubblicata sulla sua Storia dell'arte italiana del '900, dichiarò: «Proprio la sera dell'ultimo giorno dell'esposizione è entrato un tizio, non so chi fosse, che con aria disperata ha annunciato che il proprietario si era suicidato perché in quel periodo gli ebrei erano perseguitati. Altro non posso dire, non era quello il tempo in cui si potessero fare commenti, quindi la cosa per noi sette è finita lì».

## Gli ambienti
La galleria era ospitata nell'ala sinistra del pianterreno del palazzo, di fianco all'attuale Museo Poldi Pezzoli. Si trattava di tre sale in stile neoclassico in cui però la presenza di colonne in granito creava un effetto di divisione degli spazi in ambienti minori, di cui alcuni usati come uffici e librerie, divisi fra loro da tendaggi. Probabilmente fu lo stesso Pesaro a pensare all'organizzazione degli interni e all'arredamento, in stile liberty e impreziosito da ferri battuti di Alessandro Mazzucotelli e mobili in noce di Eugenio Quarti.